# 华学健
华学健（1967年9月—），湖南省常德市人，中华人民共和国政治人物。

## 生平
1967年9月，华学健出生在湖南省常德地区。1983年，华学健考取常德师范学校师范专业。
1986年毕业后在常德县黑山嘴乡中学、河伏乡中学执教。1989年1月，华学健成为常德县河伏区联校的一名干部。1992年2月加入中国共产党。1992年8月，华学健成为常德轻型汽车厂（武陵监狱）的一名干部。2007年5月，华学健出任中共常德市委副秘书长。2010年6月，华学健成为中共常德市委常委，2013年8月兼任统战部部长。2014年8月，华学健调任中共娄底市委常委、组织部部长、统战部部长。2017年9月，华学健出任中共娄底市委副书记、市委党校（市行政学院）校（院）长。2021年6月，华学健转任中共邵阳市委副书记、邵阳市人民政府党组书记、代理市长，2022年1月正式出任市长。2024年9月不再担任邵阳市市长，任湖南省人民代表大会社会建设委员会副主任委员。